# تنش (آلبوم کایلی مینوگ)
تنش (انگلیسی: Tension) شانزدهمین آلبوم استودیویی خوانندهٔ استرالیایی کایلی مینوگ است. این آلبوم در ۲۲ سپتامبر ۲۰۲۳ به‌وسیلهٔ بی‌ام‌جی رایتز منیج‌منت و شرکت مینوگ، دیرنوت، منتشر شد. خبر آلبوم در مهٔ ۲۰۲۳ اعلام شد و نخستین کار عمدهٔ مینوگ از زمان آلبوم او سال ۲۰۲۰ او، دیسکو، بود. با الهام از ایجاد اثری که خصوصیات فردی هر ترانه را بدون موضوع پایه‌ای به نمایش بگذارد، مینوگ تهیه‌کنندگان مختلفی از جمله همکاران قدیمی‌اش، ریچارد «بیف» استانارد، داک بلکول، جکسون فوت، پی‌اچ‌دی و کات‌فادر را به کار گرفت.
تنش تحت‌تأثیر الکتروپاپ است و طیف وسیعی از ژانرهای رقص الکترونیک را شامل می‌شود، از دیسکو، فانک و سینث-پاپ دههٔ ۱۹۸۰ تا هاوس و دنس پاپ معاصر. این آلبوم با وجود نداشتن مضمون اصلی، به موضوعاتی مانند عشق، دلشکستگی و توانمندسازی می‌پردازد. تنش مورد تحسین بیشتر منتقدان موسیقی قرار گرفت که ترکیب صداهای آلبوم و همچنین گوش‌نوازی و کیفیت تولید آن را ستودند. برخی نشریات آن را یکی از بهترین آثار مینوگ می‌دانستند.
سه تک‌آهنگ برای تبلیغ آلبوم منتشر شد: «۱۰ از ۱۰»، «پادام پادام» و تایتل ترک. «۱۰ از ۱۰» به‌عنوان تک‌آهنگ تبلیغاتی با همکاری دی‌جی و تهیه‌کنندهٔ هلندی الیور هلدنز منتشر شد. «پادام پادام» و تایتل ترک به‌دنبال آن منتشر شدند و اولی با موفقیت تجاری مواجه شد. مینوگ برای تبلیغ آلبوم چند حضور زنده در برنامه‌های تلویزیونی داشت. علاوه بر این، او نخستین اقامت کنسرتی خود در لاس وگاس را در نوامبر ۲۰۲۳ آغاز کرد.